# John Edward Lloyd (general)
John Edward Lloyd, avstralski general, * 13. april 1894, † 24. december 1965.
Lloyd je najbolj znan po vzpostavitvi urjenja džungelskega bojevanja med drugo svetovno vojno.